# بودن، هلند
بودن (به هلندی: Budel) یک منطقهٔ مسکونی در هلند است که در کرانن‌دونک واقع شده‌است. بودن ۲۶٫۰۹ کیلومتر مربع مساحت و ۹٬۸۲۴ نفر جمعیت دارد.